# ارتش ۴ نیروهای هوایی و پدافند هوایی گارد
ارتش ۴ نیروهای هوایی و پدافند هوایی گارد (انگلیسی: 4th Guards Air and Air Defence Forces Army) یک ارتش هوایی زیرمجموعه نیروهای هوافضای روسیه است که بخشی از منطقه نظامی جنوبی محسوب می‌شود و ستاد فرماندهی آن در روستوف-نا-دونو قرار دارد.
ارتش ۴ هوایی یک تشکیلات از نیروی هوایی شوروی بود و از سال ۱۹۹۲ تا ۲۰۰۹ بخشی از نیروی هوایی روسیه بود. از سال ۱۹۹۸، این ارتش به عنوان ارتش ۴ نیروهای هوایی و پدافند هوایی تعیین شد. این ارتش ابتدا در ۲۲ مه ۱۹۴۲ از نیروهای هوایی جبهه جنوبی شوروی تأسیس شد و تا سال ۱۹۴۵ در جبهه شرقی جنگید. در سال ۱۹۴۹، به ارتش هوایی ۳۷ تغییر نام داد. این ارتش در ۴ آوریل ۱۹۶۸ در لهستان سازماندهی مجدد شد و بیش از بیست سال در آنجا با گروه نیروهای شمالی فعال بود و در اوت ۱۹۹۲ به منطقه نظامی قفقاز شمالی منتقل گردید. ورود جنگنده‌های سوخو-۲۴ به ارتش ۴، وظایف آن را در دهه ۱۹۸۰ به طرز چشمگیری تغییر داد.
ارتش ۴ نیروهای هوایی و پدافند هوایی گارد در سال ۲۰۰۹ به چهارمین فرماندهی نیروهای هوایی و پدافند هوایی تبدیل شد و در سال ۲۰۱۵ نیز بار دیگر ساختار آن به روز رسانی گردید.